# Chanduy (Santa Elena)

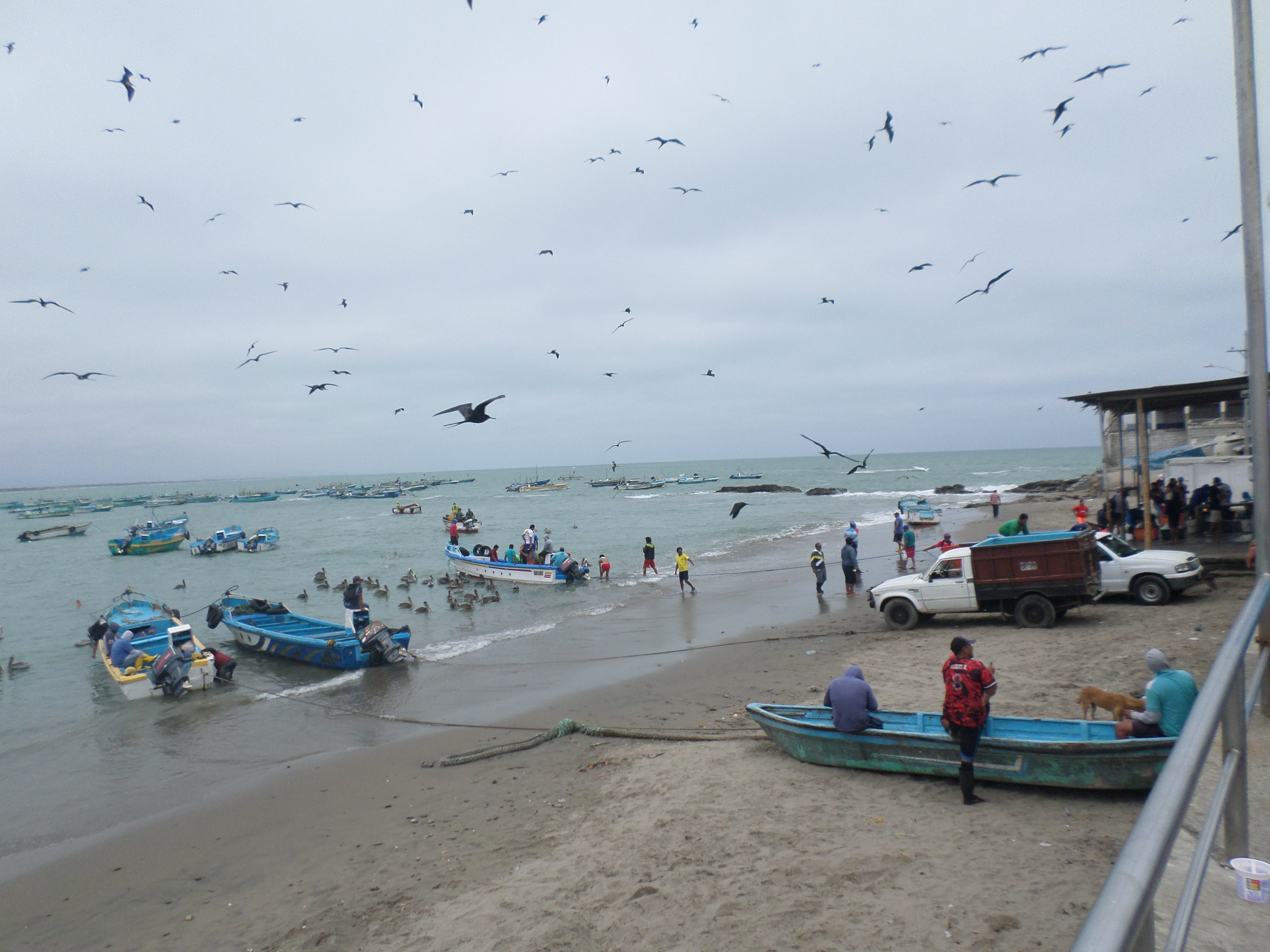
Puerto de Chanduy

Chanduy ist eine Ortschaft und eine Parroquia rural („ländliches Kirchspiel“) im Kanton Santa Elena der ecuadorianischen Provinz Santa Elena. Die Parroquia besitzt eine Fläche von 769 km². Die Einwohnerzahl lag im Jahr 2010 bei 16.363. Die Parroquia wurde am 29. Mai 1861 gegründet.

## Lage
Die Parroquia Chanduy erstreckt sich über den Südosten der Provinz Santa Elena. Der Verwaltungssitz Chanduy befindet sich an der Pazifikküste knapp 30 km südöstlich der Provinzhauptstadt Santa Elena.
Die Parroquia Chanduy grenzt im Westen an die Parroquia Atahualpa, im Norden an die Parroquia Santa Elena, im Nordosten an die Parroquia Simón Bolívar, im Osten an die Provinz Guayas mit den Parroquias Guayaquil, Juan Gómez Rendón (beide im Kanton Guayaquil) sowie im Osten an den Kanton Playas.